# Dolmen de Larocal
Le dolmen de Larocal, appelé aussi localement La Cabane du Loup ou dolmen de Cugnac, est situé à Sainte-Sabine-Born dans le département français de la Dordogne.

## Description
Il a été décrit par François Jouannet dès le début du XVIIIe siècle et fouillé par François Daleau en 1870.
C'est un dolmen angoumoisin dont le couloir d'accès n'est plus visible. La chambre sépulcrale est de forme rectangulaire. Elle mesure 2,70 m de long sur 1,50 m de large. La hauteur sous plafond atteint 1,50 m. La chambre est orientée selon un axe est-ouest. Elle est délimitée par six orthostates. La table de couverture, en silex meunier, est assez imposante : 2,90 m de long sur 2,10 m de large et 2,70 m de long sur 1,50 m de large et 1,15 m d'épaisseur.

## Folklore
Selon la tradition locale, un animal monstrueux aux yeux effrayants et crachant des flammes rôderait la nuit autour du dolmen:
"On trouve un autre dolmen dans la forêt de Cugnac, entre la Roqualle et le château de Cugnac (Dordogne). Sept blocs de silex molaires le composent ; l’un sert de toit et les autres de supports. Des six blocs de soutènement, les deux opposés à l’ouverture se rapprochent et font muraille ; ainsi l’intérieur forme comme une chambre entièrement ouverte à l’est.
Les paysans donnent à ce dolmen le nom de Cabane du loup. Ils ont vu rôder autour du monument un animal monstrueux, dont les yeux lançaient des flammes ; ils comptent avec anxiété et terreur l’empreinte de ses pas sur le sol." - La Guienne historique et monumentale, Alexandre Ducourneau, 1842
Le monument fut souvent mentionné et illustré sur des gravures.